# Гемюнден (Фельда)
Гемюнден (нім. Gemünden) — громада в Німеччині, знаходиться в землі Гессен. Підпорядковується адміністративному округу Гіссен. Входить до складу району Фогельсберг.
Площа — 55,0 км2. Населення становить 2728 ос. (станом на 31 грудня 2020).

## Географії

### Адміністративний поділ
Громада  складається з 7 районів:
- Бург-Гемюнден
- Ерінгсгаузен
- Ельпенрод
- Гайнбах
- Нідер-Гемюнден
- Оттербах
- Рюльфенрод